# Lakshmipur Sadar Upazila
Lakshmipur Sadar Upazila är ett underdistrikt i Bangladesh.   Det ligger i provinsen Chittagong, i den sydöstra delen av landet, 90 km sydost om huvudstaden Dhaka.
Trakten runt Lakshmipur Sadar Upazila består huvudsakligen av våtmarker. Runt Lakshmipur Sadar Upazila är det mycket tätbefolkat, med 1 886 invånare per kvadratkilometer.